# Palacio Municipal (Montevideo)

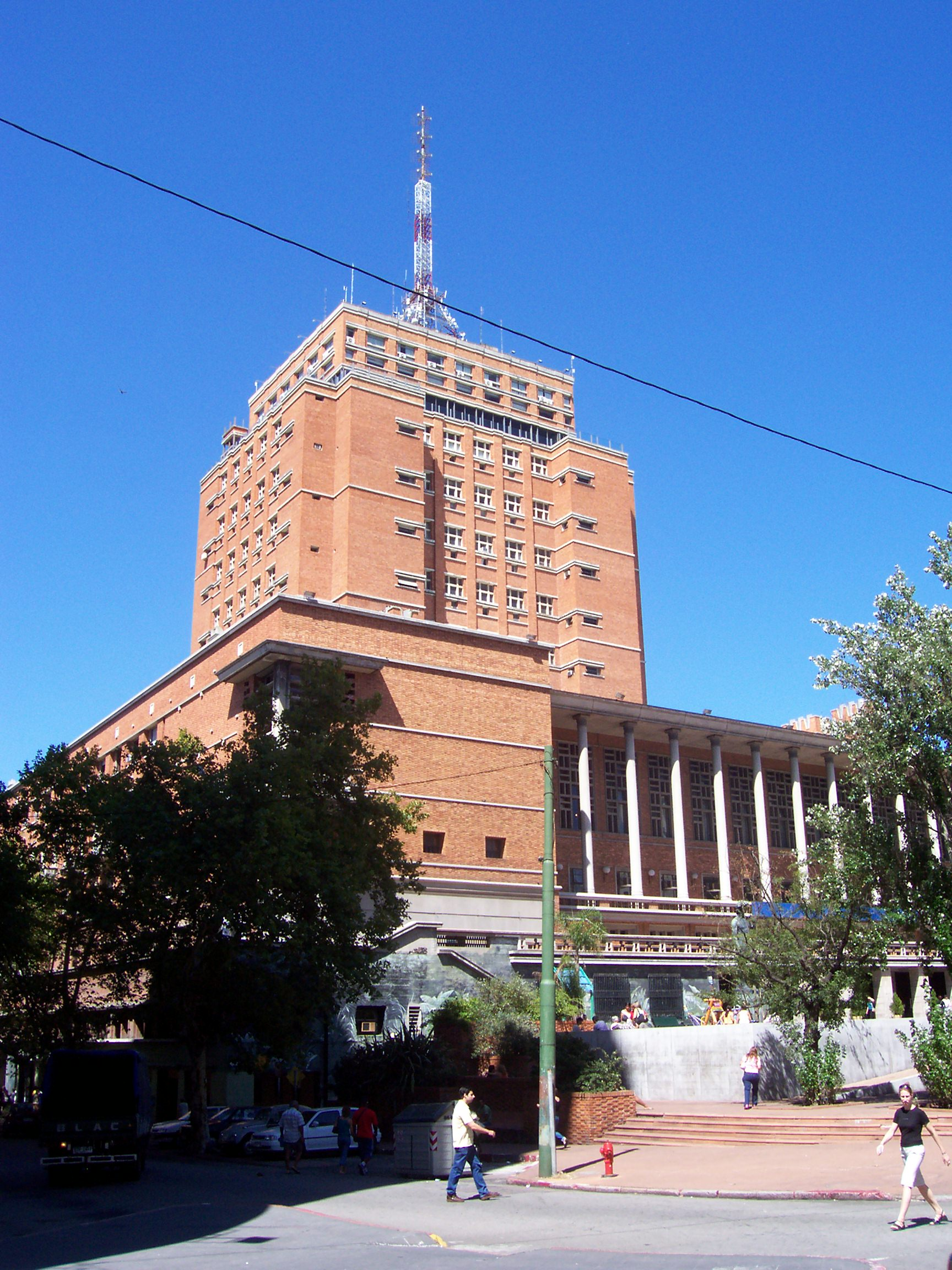
Palacio Municipal

Der Palacio Municipal ist ein Bauwerk in der uruguayischen Landeshauptstadt Montevideo.
Das infolge eines 1929 bis 1930 zu seiner Errichtung durchgeführten Wettbewerbs in den Jahren 1936 – nach anderen Quellen wird als Datum des Baubeginns bereits das Jahr 1935 genannt – bis 1940 erbaute Gebäude befindet sich im Barrio Centro und liegt dort an der Avenida 18 de Julio 1352-1360 sowie den Straßen Ejido, Soriano und Santiago de Chile. Das vom Architekten Mauricio Cravotto entworfene 78 Meter hohe Gebäude wurde nach Baubeginn am 16. Juli 1941 eingeweiht, obwohl es sich von den ursprünglichen Plänen des Architekten unterschied. Entgegen der Planung, die eine Höhe von 114 Metern vorsah, musste der Bau aus finanziellen Gründen modifiziert werden. Bis 1968 erfolgte ein etappenweiser Weiterbau. Im Volksmund wurde das Gebäude lange Jahre mitunter als Monumento al Ladrillo und somit als Denkmal des Ziegelsteins bezeichnet. Auf dem Gebäude-Vorplatz befindet sich seit dem 7. April 1958 eine am 25. August 1931 eingeweihte Nachbildung der David-Skulptur von Michelangelo, deren ursprünglicher Standort an der Kreuzung der Avenida Gral. Rivera mit den Straßen Juan D. Jackson und Arenal Grande lag.
Das Gebäude beherbergt den Sitz der Stadtverwaltung von Montevideo. Das Grundstück, auf dem der Palacio Municipal steht, diente zuvor verschiedenen Zwecken. So beherbergte es einst den englischen Friedhof und diente als militärischer Exerzierplatz sowie als Platz für landwirtschaftliche Ausstellungen oder karnevalistische Aktivitäten.
Seit 1995 ist der Palacio Municipal als Bien de Interés Municipal klassifiziert.

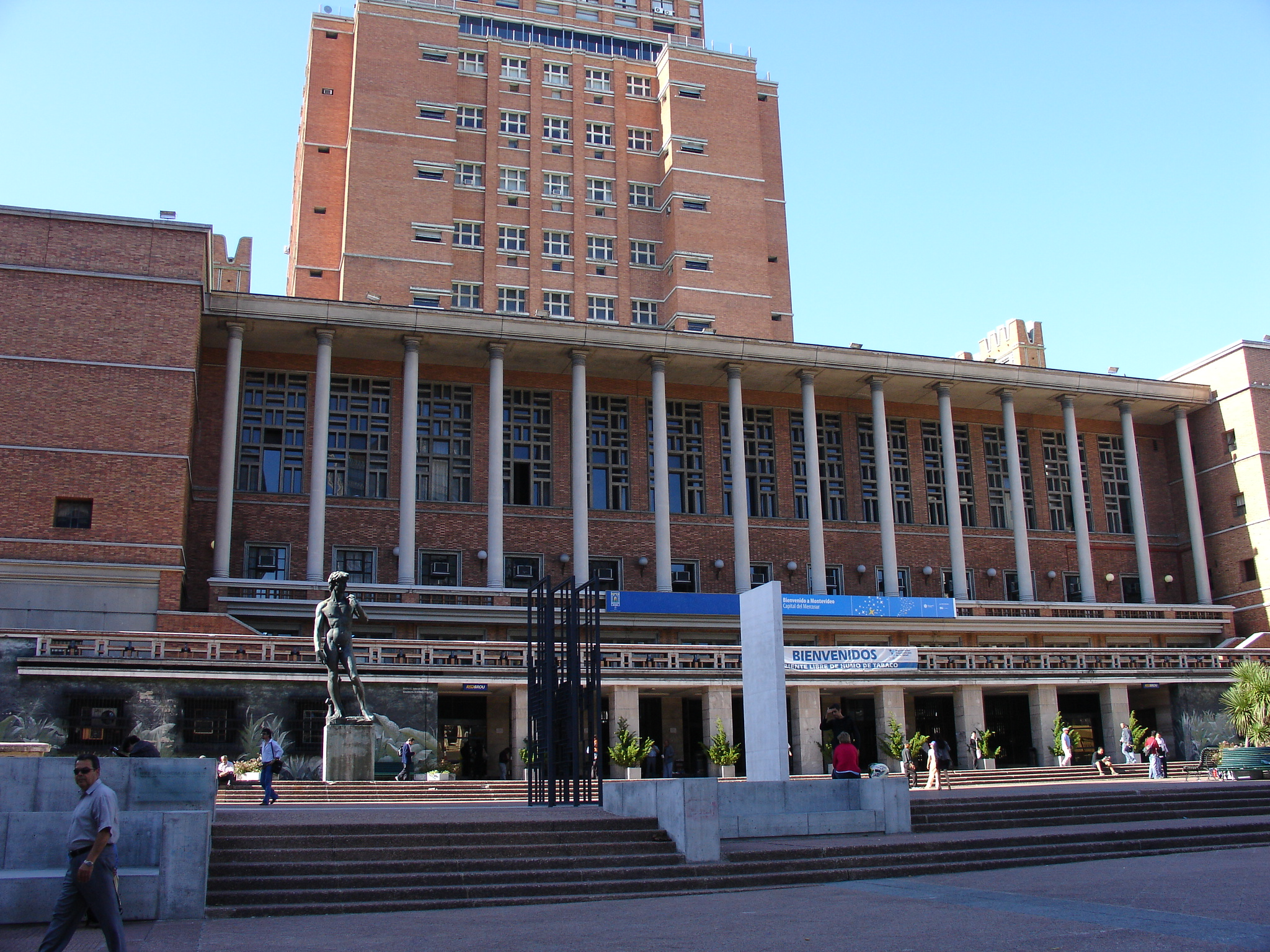
Palacio Municipal
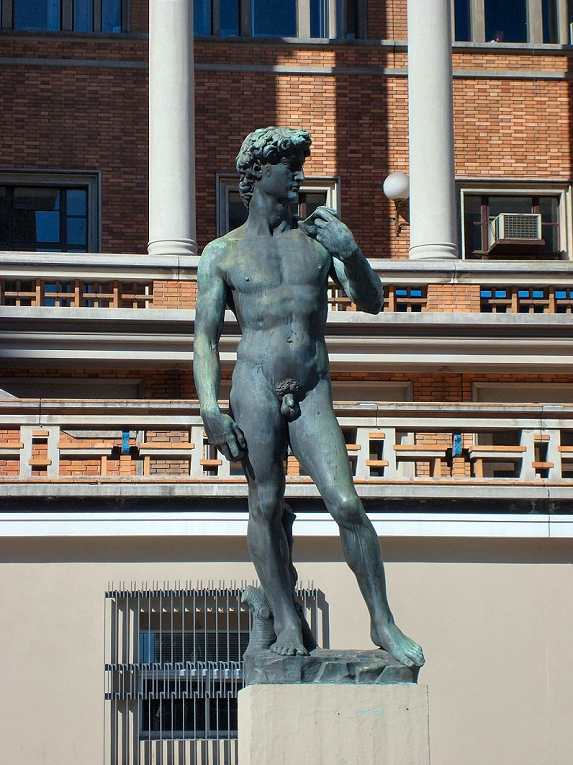
Bronze-Nachbildung des David